# Euryspongia arenaria
Euryspongia arenaria är en svampdjursart som beskrevs av Patricia R. Bergquist 1961. Euryspongia arenaria ingår i släktet Euryspongia och familjen Dysideidae. Inga underarter finns listade i Catalogue of Life.